# Pseudosphex noverca
Pseudosphex noverca är en fjärilsart som beskrevs av William Schaus 1901. Pseudosphex noverca ingår i släktet Pseudosphex och familjen björnspinnare. Inga underarter finns listade.